# Lucas Cepeda
Lucas Antonio Cepeda Barturen (* 31. Oktober 2002 in Viña del Mar) ist ein chilenischer Fußballspieler. Der Stürmer bestritt vier Länderspiele für die chilenische Fußballnationalmannschaft, in denen er drei Tore erzielte.

## Karriere

### Verein
Cepeda begann seine Karriere in der Jugend der Santiago Wanderers. 2014 wechselte er kurzzeitig in die Fußballakademie von Colo-Colo, gab dies jedoch aufgrund der Reisen zwischen Santiago, dem Trainingsort, und seinem Wohnort Curauma auf. Anschließend kehrte er in die Nachwuchsabteilung der Santiago Wanderers zurück. Im September 2021 wurde er in die erste Mannschaft befördert und gab sein Profidebüt bei einer 0:2-Niederlage gegen den CD Palestino. Nach dem Abstieg der Wanderers in die Primera B erhielt er im Jahr 2022 sporadisch Einsätze und wurde 2023 Stammspieler.
Im Februar 2024 wechselte Cepeda zu Colo-Colo. Im März erzielte er sein erstes Tor für den neuen Klub beim 4:1-Heimsieg gegen Everton, den Erzrivalen der Wanderers. In der Copa Libertadores 2024 traf er gegen Cerro Porteño und Atlético Junior und verhalf seinem Team ins Achtelfinale, in dem es gegen River Plate ausschied. In der Liga gewann Cepeda mit Colo-Colo seine erste Meisterschaft.

### Nationalmannschaft
Cepeda wurde 2024 von U23-Nationaltrainer Nicolás Córdova für das vorolympische Turnier in Venezuela berufen. Die junge La Roja schied in der Gruppenphase, in der Cepeda drei Spiele bestritten hatte, als Dritter aus.
Cepeda debütierte im Oktober 2024 für die A-Nationalmannschaft bei der 1:2-Niederlage in der Qualifikation zur Weltmeisterschaft 2026 gegen Brasilien, als er in der 59. Spielminute für Víctor Dávila eingewechselt wurde. Einen Monat später erzielte er beim 4:2-Erfolg in der WM-Qualifikation gegen Venezuela seine ersten beiden Länderspieltreffer.

## Erfolge
Colo-Colo
- Chilenischer Meister: 2024
- Chilenischer Supercup-Sieger: 2024